# Kmeťov vodopád
Der Kmeťov vodopád (deutsch Mittlerer Neftzer-Wasserfall oder kurz Neftzer[wasser]fall, ungarisch [Középső-]Nefcer-vízesés, polnisch [Pośrednia] Niewcyrska Siklawa) ist ein ca. 80 m (nach anderen Angaben 90 m) hoher Wasserfall des Bachs Nefcerský potok im Tal Nefcerská dolina, einem Seitental der Kôprová dolina bei Podbanské und Štrbské Pleso in der slowakischen Hohen Tatra, auf einer Höhe von etwa 1450 m n.m. und ist der höchste Wasserfall der Slowakei. Der Wasserfall fließt in zwei Stufen durch eine Spalte in mehreren Granodiorit-Felsschwellen.
Es handelt sich um den mittleren von den drei Wasserfällen im Verlauf des Bachs Nefcerský potok, deshalb wird er auch Prostedný Nefcerský vodopád oder schlicht Nefcerský vodopád genannt, mit Entsprechungen in anderen Sprachen. Der heutige Name des Wasserfalls ist eine Schöpfung des slowakischen Pädagogen Miloš Janoška, der ihn zu Ehren des slowakischen Botanikers Andrej Kmeť so benannte.
Der untere Teil des Wasserfalls ist ganzjährig über einen kurzen Abzweig vom blau markierten Wanderweg zwischen der Gabelung Nad Bytom (Anschluss an den rot markierten Wanderweg Tatranská magistrála) und dem Sattel Vyšné Kôprovské sedlo erreichbar.